# San Miguel Yuxtepec
San Miguel Yuxtepec är en ort i Mexiko, tillhörande kommunen Jiquipilco i den nordvästra delen av delstaten Mexiko. Orten hade 1 473 invånare vid folkräkningen 2010.